# Równina Dolna
Równina Dolna (niem. Unter Plehnen) – osada w Polsce położona w województwie warmińsko-mazurskim, w powiecie kętrzyńskim, w gminie Korsze.
W latach 1975–1998 miejscowość administracyjnie należała do województwa olsztyńskiego.
Wieś położona jest na lewym brzegu Gubra.

## Historia
Pierwotnie wieś o nazwie Plehnen lokowana była w XIV wieku na 27 włókach, jako zaplecze gospodarcze strażnicy krzyżackiej znajdującej się na prawym brzegu Gubra, którą wzmiankowano w 1338 roku. 
W roku 1422 były tu trzy karczmy i młyn wodny.
Wieś została rozdzielona na początku XVIII wieku na dwie wsie: Równinę Dolną i Równinę Górną.
W roku 1913 właścicielem majątku ziemskiego o powierzchni 409 ha był tu Carl Patzig, a po nim do 1945 r. Curt Scheffrahn.
W 1959 roku na terenie dawnej strażnicy krzyżackiej przeprowadzono wykopaliska archeologiczne.

## Zabytki i obiekty historyczne
- Kopiec ziemny na planie kwadratu o boku 45 metrów, na którym w XIV-XV wieku znajdowała się niewielka drewniana strażnica krzyżacka. w Części północno-wschodniej wzniesienia znajdowała się drewniana wieża strażnicza o boku 7 x 9 metrów zbudowana z drewnianych bali obłożonych gliną. Od północy znajdowało się przedzamcze.

## Ochrona przyrody
Wschodnia część wsi jest objęta ochroną w ramach Obszaru Chronionego Krajobrazu Doliny Rzeki Guber.